# Йелл (округ)
Йелл, также И́елл (англ. Yell County) — округ в штате Арканзас, США, с населением в 21 139 человек по статистическим данным переписи 2000 года. В округе действуют две столицы: в северной части — город Данвилл, в южной — город Дарданелл.
Округ был образован 5 декабря 1840 года, став 41-м по счёту округом Арканзаса и получил своё название в честь Арчибальда Йела, второго губернатора Арканзаса, позже погибшего в сражении у Буэна-Висты в ходе американо-мексиканской войны.
В округе действует полный запрет на оборот алкогольной продукции, поэтому Йелл входит в число так называемых «сухих» округов страны.

## География
По данным Бюро переписи населения США округ имеет общую площадь в 2458 квадратных километров, из которых 2404 кв. километра занимает земля и 54 кв. километра — вода. Площадь водных ресурсов округа составляет 2,21 % от всей его площади.

### Соседние округа
- Поп — север
- Конуэй — северо-восток
- Перри — восток
- Гарленд — юго-восток
- Монтгомери — юг
- Скотт — запад
- Логан — северо-запад

## Демография

Диаграмма распределения населения округа по возрастным диапазонам. Данные переписи населения 2000 года

По данным переписи населения 2000 года в округе Йелл проживало 21 139 человек, 5 814 семей, насчитывалось 7 922 домашних хозяйств и 9 157 жилых домов. Средняя плотность населения составляла 9 человек на один квадратный километр. Расовый состав округа по данным переписи распределился следующим образом: 86,63 % белых, 1,47 % чёрных или афроамериканцев, 0,58 % коренных американцев, 0,69 % азиатов, 0,03 % выходцев с тихоокеанских островов, 1,62 % смешанных рас, 8,99 % — других народностей. Испано- и латиноамериканцы составили 12,73 % от всех жителей округа.
Из 7 922 домашних хозяйств в 33,60 % — воспитывали детей в возрасте до 18 лет, 58,50 % представляли собой совместно проживающие супружеские пары, в 10,10 % семей женщины проживали без мужей, 26,60 % не имели семей. 23,20 % от общего числа семей на момент переписи жили самостоятельно, при этом 11,80 % составили одинокие пожилые люди в возрасте 65 лет и старше. Средний размер домашнего хозяйства составил 2,61 человек, а средний размер семьи — 3,04 человек.
Население округа по возрастному диапазону по данным переписи 2000 года распределилось следующим образом: 25,80 % — жители младше 18 лет, 8,90 % — между 18 и 24 годами, 28,30 % — от 25 до 44 лет, 22,00 % — от 45 до 64 лет и 15,00 % — в возрасте 65 лет и старше. Средний возраст жителей округа составил 36 лет. На каждые 100 женщин в округе приходилось 99,50 мужчин, при этом на каждых сто женщин 18 лет и старше приходилось 96,30 мужчин также старше 18 лет.
Средний доход на одно домашнее хозяйство в округе составил 28 916 долларов США, а средний доход на одну семью в округе — 33 409 долларов. При этом мужчины имели средний доход в 23 172 долларов США в год против 18 148 долларов США среднегодового дохода у женщин. Доход на душу населения в округе составил 15 383 долларов США в год. 11,70 % от всего числа семей в округе и 15,40 % от всей численности населения находилось на момент переписи населения за чертой бедности, при этом 20,20 % из них были моложе 18 лет и 12,80 % — в возрасте 65 лет и старше.

## Главные автодороги
- AR 7
- AR 10
- AR 27
- AR 28
- AR 60
- AR 80
- AR 154

## Населённые пункты
- Белвилл
- Кентервилл
- Данвилл
- Дарданелл
- Хавана
- Ола
- Плейнвью
- Эли
- Гравелли
- Коринт
- Блафтон
- Ровер